# (1995) Hajek
(1995) Hajek (1971 UP1) ist ein Asteroid des Hauptgürtels, der am 26. Oktober 1971 vom tschechischen Astronomen Luboš Kohoutek an der Hamburger Sternwarte (Sternwarten-Code 029) in Bergedorf entdeckt wurde.
Seinen Namen erhielt der Asteroid zur Ehrung des böhmischen Astronomen Tadeáš Hájek.